# Парламентарни избори в Република Македония (2008)
Парламентарните избори в Република Македония през 2008 година са проведени на 1 юни, след разпускането на Събрание на Република Македония на 12 април. Те са първите предсрочни парламентарни избори от отделянето на Република Македония през 1991 година, с което се съставя седмото правителство на страната.
Наблюдателите на изборния ден са около 6000, от които 500 чуждестранни. Чуждите акредитивни журналисти са над 60 като най-много са от Гърция.

## Резултати
Изборите са спечелени от коалиция „За по-добра Македония“, водена от премиера Никола Груевски, спечелили по 63 места в 120-местния парламент. Политическата формация „Солнце“ („Слънце“ - бел. ред.), получава 28 мандата. Изненада предизвиква размяната на местата на партиите на албанското малцинство. Сочената за фаворит Демократическа партия на албанците (ДПА) е изместена от другата албанска партия - Демократическия съюз за интеграция (ДСИ), която печели 15 места в парламента, а ДПА - 12.
| Резултати от парламентарните избори в Република Македония на 1 юни 2008 година     | Резултати от парламентарните избори в Република Македония на 1 юни 2008 година     | Резултати от парламентарните избори в Република Македония на 1 юни 2008 година | Резултати от парламентарните избори в Република Македония на 1 юни 2008 година | Резултати от парламентарните избори в Република Македония на 1 юни 2008 година |
| Партии и коалиции                                                                  | Партии и коалиции                                                                  | Гласове                                                                        | %                                                                              | Места                                                                          |
| ---------------------------------------------------------------------------------- | ---------------------------------------------------------------------------------- | ------------------------------------------------------------------------------ | ------------------------------------------------------------------------------ | ------------------------------------------------------------------------------ |
| За по-добра Македония                                                              | ВМРО-ДПМНЕ                                                                         | 481,501                                                                        | 48.78                                                                          | 63                                                                             |
| За по-добра Македония                                                              | Социалистическа партия на Македония                                                | 481,501                                                                        | 48.78                                                                          | 63                                                                             |
| За по-добра Македония                                                              | Демократичен съюз                                                                  | 481,501                                                                        | 48.78                                                                          | 63                                                                             |
| За по-добра Македония                                                              | Демократично обновление на Македония                                               | 481,501                                                                        | 48.78                                                                          | 63                                                                             |
| За по-добра Македония                                                              | Демократическа партия на турците в Македония                                       | 481,501                                                                        | 48.78                                                                          | 63                                                                             |
| За по-добра Македония                                                              | Демократическа партия на сърбите в Македония                                       | 481,501                                                                        | 48.78                                                                          | 63                                                                             |
| За по-добра Македония                                                              | Съюз на ромите в Македония                                                         | 481,501                                                                        | 48.78                                                                          | 63                                                                             |
| За по-добра Македония                                                              | ВМРО - Македония                                                                   | 481,501                                                                        | 48.78                                                                          | 63                                                                             |
| За по-добра Македония                                                              | Обединена партия за еманципация                                                    | 481,501                                                                        | 48.78                                                                          | 63                                                                             |
| За по-добра Македония                                                              | Партия на справедливостта                                                          | 481,501                                                                        | 48.78                                                                          | 63                                                                             |
| За по-добра Македония                                                              | Партията на демократичното действие на Македония                                   | 481,501                                                                        | 48.78                                                                          | 63                                                                             |
| За по-добра Македония                                                              | Партия на власите в Македония                                                      | 481,501                                                                        | 48.78                                                                          | 63                                                                             |
| За по-добра Македония                                                              | Партия за интеграция на ромите                                                     | 481,501                                                                        | 48.78                                                                          | 63                                                                             |
| За по-добра Македония                                                              | Народно движение на Македония                                                      | 481,501                                                                        | 48.78                                                                          | 63                                                                             |
| За по-добра Македония                                                              | Демократическа партия на бошняците                                                 | 481,501                                                                        | 48.78                                                                          | 63                                                                             |
| За по-добра Македония                                                              | Партия на зелените                                                                 | 481,501                                                                        | 48.78                                                                          | 63                                                                             |
| За по-добра Македония                                                              | Демократичен съюз на ромите                                                        | 481,501                                                                        | 48.78                                                                          | 63                                                                             |
| За по-добра Македония                                                              | Работническа земеделска партия на Република Македония                              | 481,501                                                                        | 48.78                                                                          | 63                                                                             |
| За по-добра Македония                                                              | Партия за пълна еманципация на ромите                                              | 481,501                                                                        | 48.78                                                                          | 63                                                                             |
| Слънце - Коалиция за Европа                                                        | Социалдемократически съюз на Македония                                             | 233,284                                                                        | 23.64                                                                          | 27                                                                             |
| Слънце - Коалиция за Европа                                                        | Нова социалдемократическа партия                                                   | 233,284                                                                        | 23.64                                                                          | 27                                                                             |
| Слънце - Коалиция за Европа                                                        | Либералнодемократическа партия                                                     | 233,284                                                                        | 23.64                                                                          | 27                                                                             |
| Слънце - Коалиция за Европа                                                        | Либерална партия на Македония                                                      | 233,284                                                                        | 23.64                                                                          | 27                                                                             |
| Слънце - Коалиция за Европа                                                        | Нова алтернатива                                                                   | 233,284                                                                        | 23.64                                                                          | 27                                                                             |
| Слънце - Коалиция за Европа                                                        | Зелена партия на Македония                                                         | 233,284                                                                        | 23.64                                                                          | 27                                                                             |
| Слънце - Коалиция за Европа                                                        | Партия на пенсионерите в Република Македония                                       | 233,284                                                                        | 23.64                                                                          | 27                                                                             |
| Слънце - Коалиция за Европа                                                        | Демократичен съюз на власите в Македония                                           | 233,284                                                                        | 23.64                                                                          | 27                                                                             |
| Демократичен съюз за интеграция                                                    | Демократичен съюз за интеграция                                                    | 126,522                                                                        | 12.82                                                                          | 18                                                                             |
| Демократическа партия на албанците                                                 | Демократическа партия на албанците                                                 | 81,557                                                                         | 8.26                                                                           | 11                                                                             |
| Партия за европейско бъдеще                                                        | Партия за европейско бъдеще                                                        | 14,474                                                                         | 1.47                                                                           | 1                                                                              |
| Партия за демократичен просперитет                                                 | Партия за демократичен просперитет                                                 | 7,213                                                                          | 0.73                                                                           | —                                                                              |
| Демократичен съюз на албанцте                                                      | Демократичен съюз на албанцте                                                      | 6,484                                                                          | 0.66                                                                           | —                                                                              |
| Социалдемократическа партия на Македония                                           | Социалдемократическа партия на Македония                                           | 6,406                                                                          | 0.65                                                                           | —                                                                              |
| Партия на свободните демократи                                                     | Партия на свободните демократи                                                     | 4,362                                                                          | 0.44                                                                           | —                                                                              |
| Радикална партия на сърбите в Македония                                            | Радикална партия на сърбите в Македония                                            | 4,326                                                                          | 0.44                                                                           | —                                                                              |
| Македонска отечествена организация за радикално обновление - Вардар - Егей - Пирин | Македонска отечествена организация за радикално обновление - Вардар - Егей - Пирин | 4,317                                                                          | 0.44                                                                           | —                                                                              |
| Движение за национално единство на турците                                         | Движение за национално единство на турците                                         | 3,782                                                                          | 0.38                                                                           | —                                                                              |
| Съюз на Титовите леви сили                                                         | Съюз на Титовите леви сили                                                         | 3,758                                                                          | 0.38                                                                           | —                                                                              |
| Група на избирателите Панчо Минов                                                  | Група на избирателите Панчо Минов                                                  | 2,744                                                                          | 0.28                                                                           | —                                                                              |
| ВМРО - Демократическа партия                                                       | ВМРО - Демократическа партия                                                       | 2,335                                                                          | 0.24                                                                           | —                                                                              |
| Permanent Macedonian Radical Unification                                           | Permanent Macedonian Radical Unification                                           | 1,856                                                                          | 0.19                                                                           | —                                                                              |
| Национален демократически съюз                                                     | Национален демократически съюз                                                     | 1,654                                                                          | 0.17                                                                           | —                                                                              |
| Група на избирателите Пецо Груйовски                                               | Група на избирателите Пецо Груйовски                                               | 449                                                                            | 0.05                                                                           | —                                                                              |
| Общо (Избирателна активност - 57.06 %)                                             | Общо (Избирателна активност - 57.06 %)                                             | 1 015 164                                                                      | 100.0                                                                          | 120                                                                            |
| Източници: Държавна избирателна комисия, SE Times, IHT                             |                                                                                    |                                                                                |                                                                                |                                                                                |